# Comuna de Nekla
Nekla (polaco: Gmina Nekla) é uma gminy (comuna) na Polónia, na voivodia de Grande Polónia e no condado de Wrzesiński. A sede do condado é a cidade de Nekla.
De acordo com os censos de 2004, a comuna tem 6598 habitantes, com uma densidade 68,6 hab/km².

## Área
Estende-se por uma área de 96,24 km², incluindo:
- área agricola: 64%
- área florestal: 31%

## Demografia
Dados de 30 de Junho 2004:
|                      | Total   | Total | Mulheres | Mulheres | Homens  | Homens |
| -------------------- | ------- | ----- | -------- | -------- | ------- | ------ |
|                      | pessoas | %     | pessoas  | %        | pessoas | %      |
| População            | 6598    | 100   | 3314     | 50,2     | 3284    | 49,8   |
| Densidade (pop./km²) | 68,6    | 100   | 34,4     | 34,4     | 34,1    | 34,1   |

De acordo com dados de 2002, o rendimento médio per capita ascendia a 1493 zł.

## Subdivisões
- Barczyzna, Chwałszyce, Gąsiorowo, Gierłatowo, Kokoszki, Mała Górka, Nekielka, Opatówko, Podstolice, Racławki, Starczanowo, Stępocin, Stroszki, Targowa Górka, Zasutowo.

## Comunas vizinhas
- Czerniejewo, Dominowo, Kostrzyn, Pobiedziska, Września